# Miship jezik
Miship jezik (ISO 639-3: mjs; chip, cip, ship), afrazijski jezik uže zapadnočadske skupine A.3. angas-gerka, podskupina pravih angas jezika, kojim govori 6 000 ljudi (1976 SIL) iz plemena Miship u LGA Shendam u nigerijskoj državi Plateau.
Prema njihovoj tradiciji na područje koje danas nastanjuju došli su između 1110 i 1150 iz Čadskog bazena zajedno s plemenima Ngas, Mupun, Tal, Tarok, Goemai, Sura i Pyem. Ima jedan dijalekt: doka.

## Vanjske poveznice
- Ethnologue (14th)
- Ethnologue (15th)